# Frankovci
Frankovci – wieś w Słowenii, w gminie Ormož. 1 stycznia 2018 liczyła 154 mieszkańców.